# Cuillère à dessert

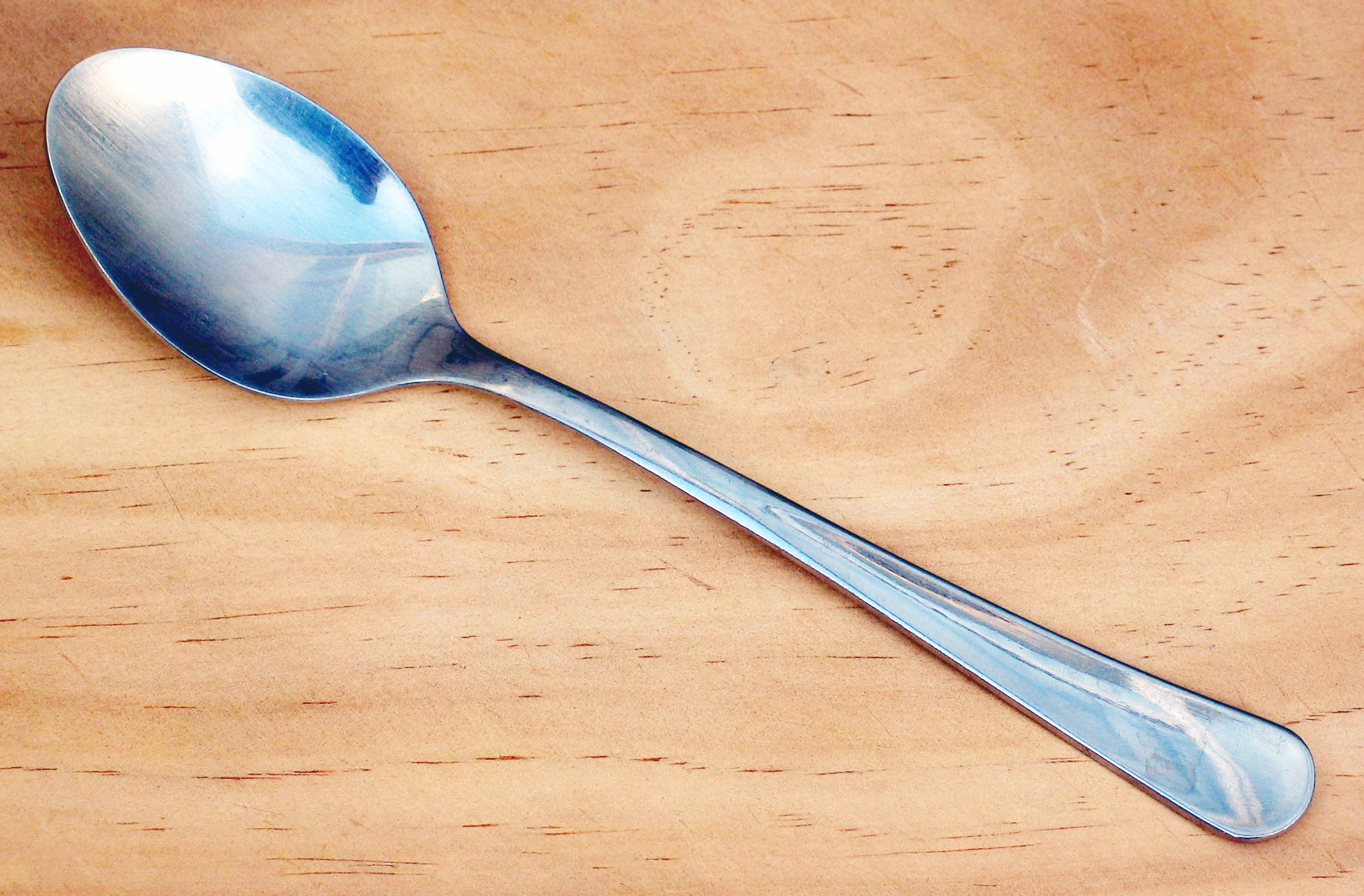
Cuillère à dessert.

La cuillère à dessert est un couvert de table qui sert à la dégustation des desserts. Comme toute cuillère, elle se caractérise par son cuilleron, le dessus concave prolongé par un manche plus fin. Plus petite que la cuillère à table, aussi dite « à soupe », elle fait souvent office de cuillère à café, mais tranche avec la cuillère à moka beaucoup plus petite.

## Unité de mesure
Il s’agit ainsi d’une mesure habituellement utilisée en cuisine et en médecine. De nos jours, on admet généralement que la quantité d’une cuillère à dessert vaut deux cuillères à café, soit 10 ml.